# Glavoč travaš
Glavoč travaš (lat. Zosterisessor ophiocephalus) riba je iz porodice glavoča. Spada među najveće glavoče u Jadranskom moru, odnosno po veličini je drugi, odmah iza pločara. Može narasti i do 25 cm duljine i do 0,45 kg težine. Tijelo mu je izduženo, kao i u većine glavoča, s velikom glavom i očima i ustima uokvirenima debelim usnicama. Tijelo mu je išarano nepravilnim šarama, a boje šara su žute, zelene, smećkaste, maslinaste. Repna peraja mu je zaobljena, a leđna peraja podijeljena u dva dijela. Prsne peraje na gornjem dijelu baze imaju crnu točku, a ista se nalazi i na korijenu repa. Red manjih crnih mrlja se nalazi i po sredini tijela bočno. Živi na malim dubinama, do nekih 30 m, na terenu obraslom travom i algama ili na muljevitom dnu. Hrani se račićima, školjkama i manjim ribama. Voli bočatu i slatku vodu pa je čest na ušćima rijeka i zatvorenim uvalama s izvorima. Živi oko 5 godina, a mrijesti se nakon dvije.

## Rasprostranjenost
Glavoč travaš živi u Mediteranu, Crnom i Azovskom moru.